# Dvorac Sigmaringen
Dvorac Sigmaringen (njemački: Schloss Sigmaringen)  poznat i kao dvorac Hohenzollern (njemački:Hohenzollernschloss ), bio je kneževski dvorac i sjedište vlade za knezove iz vladarske kuće Hohenzollern-Sigmaringen. Nalazi se u Švapskoj Juri (njemački: Schwäbische Alb), regiji Baden-Württemberga, Njemačka. Svojim položajem prevladava vodoravnom crtom grada Sigmaringena. Dio je dvorca 1893. godine izgorio u požaru. Poslije je obnovljen, pri čemu su samo kule iz ranije srednjovjekovne utvrde i dalje ostale. Dvorac Sigmaringen je obiteljsko imanje obitelji švapske grane Hohenzollerna, kadetske grane dinastije Hohenzollern, iz koje potječu njemački carevi i kraljevi Pruske. Tijekom zadnjih mjeseci Drugog svjetskog rata, kratko je vrijeme bio sjedištem vlade Višijske Francuske nakon što su Francusku bili oslobodili Saveznici. Dvorac i muzeji se mogu posjetiti tijekom cijele godine, ali samo uz nazočnost vodiča.